# В’язовий Гай (Ульяновська область)
В’язовий Гай (рос. Вязовый Гай) — село в Старокулаткинському районі Ульяновської області Російської Федерації.
Населення становить 389 осіб. Входить до складу муніципального утворення Зеленовське сільське поселення.

## Історія
Населений пункт розташований на території українського культурного та етнічного краю Жовтий Клин.
Від 2004 року входить до складу муніципального утворення Зеленовське сільське поселення.

## Населення
| 2010 |
| ---- |
| 389  |

## Персоналії
- Хабібулін Ряфагать Махмутович — російський льотчик, Герой Російської Федерації.